# Mauro Piacenza
Mauro Piacenza (Genua, 15 september 1944) is een Italiaans geestelijke en een kardinaal van de Rooms-Katholieke Kerk.
Piacenza werd op 21 december 1969 priester gewijd door Giuseppe kardinaal Siri, aartsbisschop van Genua. Hij werkte als kapelaan en apostolisch delegaat bij de Universiteit van Genua en doceerde kerkelijk recht aan de Theologische Faculteit van Noord-Italië. In 1986 werd hij kanunnik van het kathedraal kapittel van Genua.
In 1990 trad Piacenza in dienst van de Romeinse Curie, waar hij werkte bij de Congregatie voor de Clerus waarvan hij al snel ondersecretaris werd. In 2003 werd hij benoemd tot president van de Pauselijke Commissie voor het Cultureel Erfgoed van de Kerk en tot titulair bisschop van Victoriana. Zijn bisschopswijding ontving hij op 15 november 2003 van Tarcisio Bertone. In 2004 werd hij daarnaast voorzitter van de Pauselijke Commissie voor Gewijde Archeologie. In 2007 werd hij secretaris van de Congregatie voor de Clerus, bij welke gelegenheid hij werd verheven tot titulair aartsbisschop van Victoriana. Op 7 oktober 2010 werd hij benoemd tot pro-prefect van de Congregatie voor de Clerus als opvolger van Cláudio Hummes, die met emeritaat ging.
Piacenza werd tijden het consistorie van 20 november 2010 kardinaal gecreëerd. Hij kreeg de rang van kardinaal-diaken. Zijn titeldiakonie werd de San Paolo alle Tre Fontane. Hij nam deel aan het conclaaf van 2013, dat leidde tot de verkiezing van paus Franciscus.
Op 21 september 2013 werd Piacenza benoemd tot grootpenitentiarius van de Apostolische Penitentiarie, een van de drie kerkelijke rechtbanken van de Romeinse Curie. Hij was de opvolger van Manuel Monteiro de Castro, die met emeritaat ging.
Op 3 mei 2021 werd Piacenza bevorderd tot kardinaal-priester. Zijn titeldiakonie werd tevens zijn titelkerk pro hac vice.
Piacenza ging op 6 april 2024 met emeritaat. Op 14 september 2024 verloor hij - in verband met het bereiken van de 80-jarige leeftijd - het recht om deel te nemen aan een toekomstig conclaaf. 
- Biblioteca Nacional de España: XX5455824
- Bibliothèque nationale de France: cb16560239p (data)
- Gemeinsame Normdatei: 135997046
- International Standard Name Identifier: 0000 0001 1329 9142
- Library of Congress Control Number: nb2011021556
- Nationale Bibliotheek van Letland: 000191354
- Nationale Bibliotheek van Tsjechië: xx0221535
- Nederlandse Thesaurus van Auteursnamen: 333071719
- Istituto Centrale per il Catalogo Unico: RAVV075787
- Système universitaire de documentation: 160431492
- Virtual International Authority File: 165422761
- WorldCat: E39PBJyX4d7Fdd3BVGTYJQX68C